# Alypia lunata
Alypia lunata là một loài bướm đêm trong họ Noctuidae.